# 3e étape du Tour d'Espagne 2023
Pour un article plus général, voir Tour d'Espagne 2023.
La 3e étape du Tour d'Espagne 2023 se déroule le lundi 28 août 2023 entre Súria en Catalogne et Arinsal en Andorre, sur une distance de 158,5 km.

## Parcours
Le départ de la 3e étape est donné à Súria, commune catalane située à environ 80 kilomètres au nord-ouest de Barcelone. Le parcours s'oriente vers le nord-ouest puis vers le nord pour rejoindre le pied des Pyrénées et la principauté d'Andorre dont la frontière avec la France est franchie après 107,2 km. Une fois en Andorre, la route s'élève assez rapidement pour franchir le col d'Ordino (col de 1re catégorie, montée de 17,7 km, pente moyenne de 7,7 %, altitude de 1 980 m) franchi après 137,2 km de course et à 21,3 km de l'arrivée. Dès la fin de la descente de ce col, les coureurs entament directement l'ascension finale (col de 1re catégorie, montée de 8,3 km, pente moyenne de 7,7 % avec plusieurs passages à  13 %, altitude de 1 914 m) vers le village d'altitude d'Arinsal où se situe la première arrivée au sommet de la Vuelta 2023.

## Déroulement de la course
Onze coureurs forment l'échappée du jour. Elle se compose de Mathis Le Berre (Arkea-Samsic), José Manuel Díaz (Burgos-BH), Damiano Caruso et Jasha Sütterlin (Bahrain Victorious), Amanuel Ghebreigzabhier (Lidl-Trek), Lennard Kämna (Bora-Hansgrohe), Eduardo Sepúlveda (Lotto Dstny), Andrea Vendrame (AG2R Citroën), Rune Herregodts (Intermarché-Circus-Wanty), Pierre Latour (TotalEnergies) et Jon Barrenetxea (Caja Rural-Seguros RGA) et compte jusqu'à cinq minutes d'avance sur le peloton. Au pied du Col d'Ordino (39 km de l'arrivée), les onze fuyards comptent encore un avantage de trois minutes sur le peloton. Dans la montée du col d'Ordino, Caruso, Sepulveda et Kämna s'isolent en tête. Le trio conserve une minute d'avance sur le peloton au sommet de ce col. Au pied de la montée finale, Caruso et Kämna sont seuls en tête (Sepúlveda ayant été victime d'une crevaison) avec le peloton à une minute et vingt secondes. À 3 km du sommet, Kämna part seul en tête mais le peloton réduit à une dizaine d'hommes comprenant la plupart des favoris revient sur lui un kilomètre plus loin. Ce peloton se dispute la victoire. Le champion de Belgique Remco Evenepoel attaque sèchement aux 250 mètres et gagne l'étape devant le Danois Jonas Vingegaard. Evenepoel fait coup double en s'emparant du maillot rouge.

## Résultats

### Classement de l'étape
| \| Classement de l'étape \| Classement de l'étape \| Classement de l'étape \| Classement de l'étape \| Classement de l'étape \| \| Coureur \| Coureur \| Pays \| Équipe \| Temps \| \| --------------------- \| --------------------- \| --------------------- \| --------------------- \| --------------------- \| \| 1er \| Remco Evenepoel \| Belgique \| Soudal Quick-Step \| 4 h 15 min 39 s \| \| 2e \| Jonas Vingegaard \| Danemark \| Jumbo-Visma \| + 1 s \| \| 3e \| Juan Ayuso \| Espagne \| UAE Team Emirates \| + 1 s \| \| 4e \| Primož Roglič \| Slovénie \| Jumbo-Visma \| + 1 s \| \| 5e \| Marc Soler \| Espagne \| UAE Team Emirates \| + 1 s \| \| 6e \| Enric Mas \| Espagne \| Movistar Team \| + 1 s \| \| 7e \| Lenny Martinez \| France \| Groupama-FDJ \| + 1 s \| \| 8e \| Cian Uijtdebroeks \| Belgique \| Bora-Hansgrohe \| + 1 s \| \| 9e \| João Almeida \| Portugal \| UAE Team Emirates \| + 1 s \| \| 10e \| Aleksandr Vlasov \| Bannière neutre \| Bora-Hansgrohe \| + 1 s \| |                   |                 |                   |                 |
| |                   |                 |                   |                 |
| Source : ProCyclingStats |                   |                 |                   |                 |
| Classement de l'étape |                   |                 |                   |                 |
| Coureur | Coureur           | Pays            | Équipe            | Temps           |
| 1er | Remco Evenepoel   | Belgique        | Soudal Quick-Step | 4 h 15 min 39 s |
| 2e | Jonas Vingegaard  | Danemark        | Jumbo-Visma       | + 1 s           |
| 3e | Juan Ayuso        | Espagne         | UAE Team Emirates | + 1 s           |
| 4e | Primož Roglič     | Slovénie        | Jumbo-Visma       | + 1 s           |
| 5e | Marc Soler        | Espagne         | UAE Team Emirates | + 1 s           |
| 6e | Enric Mas         | Espagne         | Movistar Team     | + 1 s           |
| 7e | Lenny Martinez    | France          | Groupama-FDJ      | + 1 s           |
| 8e | Cian Uijtdebroeks | Belgique        | Bora-Hansgrohe    | + 1 s           |
| 9e | João Almeida      | Portugal        | UAE Team Emirates | + 1 s           |
| 10e | Aleksandr Vlasov  | Bannière neutre | Bora-Hansgrohe    | + 1 s           |

### Points attribués pour le classement par points
| Sprint intermédiaire Andorre-la-Vieille (km 117) | Sprint intermédiaire Andorre-la-Vieille (km 117) | Sprint intermédiaire Andorre-la-Vieille (km 117) | Sprint intermédiaire Andorre-la-Vieille (km 117) | Sprint intermédiaire Andorre-la-Vieille (km 117) |
| ------------------------------------------------ | ------------------------------------------------ | ------------------------------------------------ | ------------------------------------------------ | ------------------------------------------------ |
|                                                  | Coureur                                          | Pays                                             | Équipe                                           | Point(s)                                         |
| 1er                                              | Andrea Vendrame                                  | Italie                                           | AG2R Citroën                                     | 20                                               |
| 2e                                               | Rune Herregodts                                  | Belgique                                         | Intermarché-Circus-Wanty                         | 17                                               |
| 3e                                               | Mathis Le Berre                                  | France                                           | Arkéa-Samsic                                     | 15                                               |
| 4e                                               | Amanuel Ghebreigzabhier                          | Érythrée                                         | Lidl-Trek                                        | 13                                               |
| 5e                                               | Jon Barrenetxea                                  | Espagne                                          | Caja Rural-Seguros RGA                           | 10                                               |
| modifier                                         |                                                  |                                                  |                                                  |                                                  |

| Arrivée d'étape Arinsal (km 158,5) | Arrivée d'étape Arinsal (km 158,5) | Arrivée d'étape Arinsal (km 158,5) | Arrivée d'étape Arinsal (km 158,5) | Arrivée d'étape Arinsal (km 158,5) |
| ---------------------------------- | ---------------------------------- | ---------------------------------- | ---------------------------------- | ---------------------------------- |
|                                    | Coureur                            | Pays                               | Équipe                             | Point(s)                           |
| 1er                                | Remco Evenepoel                    | Belgique                           | Soudal Quick-Step                  | 20                                 |
| 2e                                 | Jonas Vingegaard                   | Danemark                           | Jumbo-Visma                        | 17                                 |
| 3e                                 | Juan Ayuso                         | Espagne                            | UAE Emirates                       | 15                                 |
| 4e                                 | Primož Roglič                      | Slovénie                           | Jumbo-Visma                        | 13                                 |
| 5e                                 | Marc Soler                         | Espagne                            | UAE Emirates                       | 11                                 |
| 6e                                 | Enric Mas                          | Espagne                            | Movistar                           | 10                                 |
| 7e                                 | Lenny Martinez                     | France                             | Groupama-FDJ                       | 9                                  |
| 8e                                 | Cian Uijtdebroeks                  | Belgique                           | Bora-Hansgrohe                     | 8                                  |
| 9e                                 | João Almeida                       | Portugal                           | UAE Emirates                       | 7                                  |
| 10e                                | Aleksandr Vlasov                   |                                    | Bora-Hansgrohe                     | 6                                  |
| 11e                                | Wilco Kelderman                    | Pays-Bas                           | Jumbo-Visma                        | 5                                  |
| 12e                                | Jay Vine                           | Australie                          | Bora-Hansgrohe                     | 4                                  |
| 13e                                | Steff Cras                         | Belgique                           | TotalEnergies                      | 3                                  |
| 14e                                | Sepp Kuss                          | États-Unis                         | Jumbo-Visma                        | 2                                  |
| 15e                                | Thymen Arensman                    | Pays-Bas                           | Ineos Grenadiers                   | 1                                  |
| modifier                           |                                    |                                    |                                    |                                    |

| \| Coureur \| Pays \| Équipe \| Points \| \| ---------------- \| ------- \| --------- \| ---------- \| \| José Manuel Díaz \| Espagne \| Burgos-BH \| - 8 points \| |         |           |            |
| Coureur | Pays    | Équipe    | Points     |
| José Manuel Díaz | Espagne | Burgos-BH | - 8 points |

### Points attribués pour le classement du meilleur grimpeur
| Col d'Ordino (km 137,1) 1re catégorie (17,3 km à 7,7%) | Col d'Ordino (km 137,1) 1re catégorie (17,3 km à 7,7%) | Col d'Ordino (km 137,1) 1re catégorie (17,3 km à 7,7%) | Col d'Ordino (km 137,1) 1re catégorie (17,3 km à 7,7%) | Col d'Ordino (km 137,1) 1re catégorie (17,3 km à 7,7%) |
| ------------------------------------------------------ | ------------------------------------------------------ | ------------------------------------------------------ | ------------------------------------------------------ | ------------------------------------------------------ |
|                                                        | Coureur                                                | Pays                                                   | Équipe                                                 | Point(s)                                               |
| 1er                                                    | Eduardo Sepúlveda                                      | Argentine                                              | Lotto Dstny                                            | 10                                                     |
| 2e                                                     | Damiano Caruso                                         | Italie                                                 | Bahrain Victorious                                     | 6                                                      |
| 3e                                                     | Lennard Kämna                                          | Allemagne                                              | Bora-Hansgrohe                                         | 4                                                      |
| 4e                                                     | Amanuel Ghebreigzabhier                                | Érythrée                                               | Lidl-Trek                                              | 2                                                      |
| 5e                                                     | Jay Vine                                               | Australie                                              | UAE Emirates                                           | 1                                                      |
| modifier                                               |                                                        |                                                        |                                                        |                                                        |

| Arinsal (km 158,5) 1re catégorie (8,3 km à 7,7%) | Arinsal (km 158,5) 1re catégorie (8,3 km à 7,7%) | Arinsal (km 158,5) 1re catégorie (8,3 km à 7,7%) | Arinsal (km 158,5) 1re catégorie (8,3 km à 7,7%) | Arinsal (km 158,5) 1re catégorie (8,3 km à 7,7%) |
| ------------------------------------------------ | ------------------------------------------------ | ------------------------------------------------ | ------------------------------------------------ | ------------------------------------------------ |
|                                                  | Coureur                                          | Pays                                             | Équipe                                           | Point(s)                                         |
| 1er                                              | Remco Evenepoel                                  | Belgique                                         | Soudal Quick-Step                                | 10                                               |
| 2e                                               | Jonas Vingegaard                                 | Danemark                                         | Jumbo-Visma                                      | 6                                                |
| 3e                                               | Juan Ayuso                                       | Espagne                                          | UAE Emirates                                     | 4                                                |
| 4e                                               | Primož Roglič                                    | Slovénie                                         | Jumbo-Visma                                      | 2                                                |
| 5e                                               | Marc Soler                                       | Espagne                                          | UAE Emirates                                     | 1                                                |
| modifier                                         |                                                  |                                                  |                                                  |                                                  |

| \| Coureur \| Pays \| Équipe \| Points \| \| ---------------- \| ------- \| --------- \| ---------- \| \| José Manuel Díaz \| Espagne \| Burgos-BH \| - 4 points \| |         |           |            |
| Coureur | Pays    | Équipe    | Points     |
| José Manuel Díaz | Espagne | Burgos-BH | - 4 points |

### Bonifications et pénalités en temps
|   | Coureur           | Pays      | Équipe             | Secondes |
| - | ----------------- | --------- | ------------------ | -------- |
| 1 | Eduardo Sepúlveda | Argentine | Lotto Dstny        | 6 s      |
| 2 | Damiano Caruso    | Italie    | Bahrain Victorious | 4 s      |
| 3 | Lennard Kämna     | Allemagne | Bora-Hansgrohe     | 2 s      |

|   | Coureur          | Pays     | Équipe            | Secondes |
| - | ---------------- | -------- | ----------------- | -------- |
| 1 | Remco Evenepoel  | Belgique | Soudal Quick-Step | 10 s     |
| 2 | Jonas Vingegaard | Danemark | Jumbo-Visma       | 6 s      |
| 3 | Juan Ayuso       | Espagne  | UAE Emirates      | 4 s      |

| \| Coureur \| Pays \| Équipe \| Secondes \| \| ---------------- \| ------- \| --------- \| -------- \| \| José Manuel Díaz \| Espagne \| Burgos-BH \| + 20 s \| |         |           |          |
| Coureur | Pays    | Équipe    | Secondes |
| José Manuel Díaz | Espagne | Burgos-BH | + 20 s   |

### Prix de la combativité
- Damiano Caruso (Bahrain Victorious)

## Classements à l'issue de l'étape

### Classement général
| \| Classement général \| Classement général \| Classement général \| Classement général \| Classement général \| \| Coureur \| Coureur \| Pays \| Équipe \| Temps \| \| ------------------ \| ------------------ \| ------------------ \| ------------------ \| ------------------ \| \| 1er \| Remco Evenepoel \| Belgique \| Soudal Quick-Step \| + 8 h 43 min 11 s \| \| 2e \| Enric Mas \| Espagne \| Movistar Team \| + 5 s \| \| 3e \| Lenny Martinez \| France \| Groupama-FDJ \| + 11 s \| \| 4e \| Jonas Vingegaard \| Danemark \| Jumbo-Visma \| + 31 s \| \| 5e \| Aleksandr Vlasov \| Bannière neutre \| Bora-Hansgrohe \| + 33 s \| \| 6e \| Cian Uijtdebroeks \| Belgique \| Bora-Hansgrohe \| + 33 s \| \| 7e \| Romain Bardet \| France \| Team DSM-Firmenich \| + 35 s \| \| 8e \| Santiago Buitrago \| Colombie \| Bahrain Victorious \| + 35 s \| \| 9e \| Wilco Kelderman \| Pays-Bas \| Jumbo-Visma \| + 37 s \| \| 10e \| Primož Roglič \| Slovénie \| Jumbo-Visma \| + 37 s \| |                   |                 |                    |                   |
| |                   |                 |                    |                   |
| Source : ProCyclingStats |                   |                 |                    |                   |
| Classement général |                   |                 |                    |                   |
| Coureur | Coureur           | Pays            | Équipe             | Temps             |
| 1er | Remco Evenepoel   | Belgique        | Soudal Quick-Step  | + 8 h 43 min 11 s |
| 2e | Enric Mas         | Espagne         | Movistar Team      | + 5 s             |
| 3e | Lenny Martinez    | France          | Groupama-FDJ       | + 11 s            |
| 4e | Jonas Vingegaard  | Danemark        | Jumbo-Visma        | + 31 s            |
| 5e | Aleksandr Vlasov  | Bannière neutre | Bora-Hansgrohe     | + 33 s            |
| 6e | Cian Uijtdebroeks | Belgique        | Bora-Hansgrohe     | + 33 s            |
| 7e | Romain Bardet     | France          | Team DSM-Firmenich | + 35 s            |
| 8e | Santiago Buitrago | Colombie        | Bahrain Victorious | + 35 s            |
| 9e | Wilco Kelderman   | Pays-Bas        | Jumbo-Visma        | + 37 s            |
| 10e | Primož Roglič     | Slovénie        | Jumbo-Visma        | + 37 s            |

| Classement par points | Classement par points | Classement par points | Classement par points    | Classement par points |
| Coureur               | Coureur               | Pays                  | Équipe                   | Points                |
| --------------------- | --------------------- | --------------------- | ------------------------ | --------------------- |
| 1er                   | Andrea Vendrame       | Italie                | AG2R Citroën Team        | 42 pts                |
| 2e                    | Andreas Kron          | Danemark              | Lotto Dstny              | 30 pts                |
| 3e                    | Kaden Groves          | Australie             | Alpecin-Deceuninck       | 25 pts                |
| 4e                    | Remco Evenepoel       | Belgique              | Soudal Quick-Step        | 20 pts                |
| 5e                    | Andrea Piccolo        | Italie                | EF Education-EasyPost    | 20 pts                |
| 6e                    | Andrea Bagioli        | Italie                | Soudal Quick-Step        | 19 pts                |
| 7e                    | Jonas Vingegaard      | Danemark              | Jumbo-Visma              | 17 pts                |
| 8e                    | Javier Romo           | Espagne               | Astana Qazaqstan Team    | 17 pts                |
| 9e                    | Rune Herregodts       | Belgique              | Intermarché-Circus-Wanty | 17 pts                |
| 10e                   | Fernando Barceló      | Espagne               | Caja Rural-Seguros RGA   | 17 pts                |

| Classement par points | Classement par points | Classement par points | Classement par points    | Classement par points |
| Coureur               | Coureur               | Pays                  | Équipe                   | Points                |
| --------------------- | --------------------- | --------------------- | ------------------------ | --------------------- |
| 1er                   | Andrea Vendrame       | Italie                | AG2R Citroën Team        | 42 pts                |
| 2e                    | Andreas Kron          | Danemark              | Lotto Dstny              | 30 pts                |
| 3e                    | Kaden Groves          | Australie             | Alpecin-Deceuninck       | 25 pts                |
| 4e                    | Remco Evenepoel       | Belgique              | Soudal Quick-Step        | 20 pts                |
| 5e                    | Andrea Piccolo        | Italie                | EF Education-EasyPost    | 20 pts                |
| 6e                    | Andrea Bagioli        | Italie                | Soudal Quick-Step        | 19 pts                |
| 7e                    | Jonas Vingegaard      | Danemark              | Jumbo-Visma              | 17 pts                |
| 8e                    | Javier Romo           | Espagne               | Astana Qazaqstan Team    | 17 pts                |
| 9e                    | Rune Herregodts       | Belgique              | Intermarché-Circus-Wanty | 17 pts                |
| 10e                   | Fernando Barceló      | Espagne               | Caja Rural-Seguros RGA   | 17 pts                |

| Classement de la montagne | Classement de la montagne | Classement de la montagne | Classement de la montagne | Classement de la montagne |
| Coureur                   | Coureur                   | Pays                      | Équipe                    | Points                    |
| ------------------------- | ------------------------- | ------------------------- | ------------------------- | ------------------------- |
| 1er                       | Remco Evenepoel           | Belgique                  | Soudal Quick-Step         | 10 pts                    |
| 2e                        | Eduardo Sepúlveda         | Argentine                 | Lotto Dstny               | 10 pts                    |
| 3e                        | Matteo Sobrero            | Italie                    | Team Jayco AlUla          | 6 pts                     |
| 4e                        | Javier Romo               | Espagne                   | Astana Qazaqstan Team     | 6 pts                     |
| 5e                        | Jonas Vingegaard          | Danemark                  | Jumbo-Visma               | 6 pts                     |
| 6e                        | Damiano Caruso            | Italie                    | Bahrain Victorious        | 6 pts                     |
| 7e                        | Juan Ayuso                | Espagne                   | UAE Team Emirates         | 4 pts                     |
| 8e                        | Lennard Kämna             | Allemagne                 | Bora-Hansgrohe            | 4 pts                     |
| 9e                        | Andreas Kron              | Danemark                  | Lotto Dstny               | 3 pts                     |
| 10e                       | Joel Nicolau              | Espagne                   | Caja Rural-Seguros RGA    | 3 pts                     |

| Classement de la montagne | Classement de la montagne | Classement de la montagne | Classement de la montagne | Classement de la montagne |
| Coureur                   | Coureur                   | Pays                      | Équipe                    | Points                    |
| ------------------------- | ------------------------- | ------------------------- | ------------------------- | ------------------------- |
| 1er                       | Remco Evenepoel           | Belgique                  | Soudal Quick-Step         | 10 pts                    |
| 2e                        | Eduardo Sepúlveda         | Argentine                 | Lotto Dstny               | 10 pts                    |
| 3e                        | Matteo Sobrero            | Italie                    | Team Jayco AlUla          | 6 pts                     |
| 4e                        | Javier Romo               | Espagne                   | Astana Qazaqstan Team     | 6 pts                     |
| 5e                        | Jonas Vingegaard          | Danemark                  | Jumbo-Visma               | 6 pts                     |
| 6e                        | Damiano Caruso            | Italie                    | Bahrain Victorious        | 6 pts                     |
| 7e                        | Juan Ayuso                | Espagne                   | UAE Team Emirates         | 4 pts                     |
| 8e                        | Lennard Kämna             | Allemagne                 | Bora-Hansgrohe            | 4 pts                     |
| 9e                        | Andreas Kron              | Danemark                  | Lotto Dstny               | 3 pts                     |
| 10e                       | Joel Nicolau              | Espagne                   | Caja Rural-Seguros RGA    | 3 pts                     |

| Classement du meilleur jeune | Classement du meilleur jeune | Classement du meilleur jeune | Classement du meilleur jeune | Classement du meilleur jeune |
| Coureur                      | Coureur                      | Pays                         | Équipe                       | Temps                        |
| ---------------------------- | ---------------------------- | ---------------------------- | ---------------------------- | ---------------------------- |
| 1er                          | Remco Evenepoel              | Belgique                     | Soudal Quick-Step            | 8 h 43 min 11 s              |
| 2e                           | Lenny Martinez               | France                       | Groupama-FDJ                 | + 11 s                       |
| 3e                           | Cian Uijtdebroeks            | Belgique                     | Bora-Hansgrohe               | + 33 s                       |
| 4e                           | Santiago Buitrago            | Colombie                     | Bahrain Victorious           | + 35 s                       |
| 5e                           | Juan Ayuso                   | Espagne                      | UAE Team Emirates            | + 38 s                       |
| 6e                           | João Almeida                 | Portugal                     | UAE Team Emirates            | + 42 s                       |
| 7e                           | Thymen Arensman              | Pays-Bas                     | Ineos Grenadiers             | + 45 s                       |
| 8e                           | Sean Quinn                   | États-Unis                   | EF Education-EasyPost        | + 1 min 39 s                 |
| 9e                           | Diego Camargo                | Colombie                     | EF Education-EasyPost        | + 1 min 47 s                 |
| 10e                          | Einer Rubio                  | Colombie                     | Movistar Team                | + 2 min 02 s                 |

| Classement du meilleur jeune | Classement du meilleur jeune | Classement du meilleur jeune | Classement du meilleur jeune | Classement du meilleur jeune |
| Coureur                      | Coureur                      | Pays                         | Équipe                       | Temps                        |
| ---------------------------- | ---------------------------- | ---------------------------- | ---------------------------- | ---------------------------- |
| 1er                          | Remco Evenepoel              | Belgique                     | Soudal Quick-Step            | 8 h 43 min 11 s              |
| 2e                           | Lenny Martinez               | France                       | Groupama-FDJ                 | + 11 s                       |
| 3e                           | Cian Uijtdebroeks            | Belgique                     | Bora-Hansgrohe               | + 33 s                       |
| 4e                           | Santiago Buitrago            | Colombie                     | Bahrain Victorious           | + 35 s                       |
| 5e                           | Juan Ayuso                   | Espagne                      | UAE Team Emirates            | + 38 s                       |
| 6e                           | João Almeida                 | Portugal                     | UAE Team Emirates            | + 42 s                       |
| 7e                           | Thymen Arensman              | Pays-Bas                     | Ineos Grenadiers             | + 45 s                       |
| 8e                           | Sean Quinn                   | États-Unis                   | EF Education-EasyPost        | + 1 min 39 s                 |
| 9e                           | Diego Camargo                | Colombie                     | EF Education-EasyPost        | + 1 min 47 s                 |
| 10e                          | Einer Rubio                  | Colombie                     | Movistar Team                | + 2 min 02 s                 |

| Classement par équipes | Classement par équipes | Classement par équipes | Classement par équipes |
| Équipe                 | Équipe                 | Pays                   | Temps                  |
| ---------------------- | ---------------------- | ---------------------- | ---------------------- |
| 1re                    | Jumbo-Visma            | Pays-Bas               | 25 h 35 min 20 s       |
| 2e                     | UAE Team Emirates      | Émirats arabes unis    | + 5 s                  |
| 3e                     | Bora-Hansgrohe         | Allemagne              | + 32 s                 |
| 4e                     | Soudal Quick-Step      | Belgique               | + 1 min 21 s           |
| 5e                     | Ineos Grenadiers       | Royaume-Uni            | + 1 min 40 s           |
| 6e                     | Bahrain Victorious     | Bahreïn                | + 2 min 20 s           |
| 7e                     | EF Education-EasyPost  | États-Unis             | + 3 min 30 s           |
| 8e                     | Movistar Team          | Espagne                | + 3 min 32 s           |
| 9e                     | Arkéa-Samsic           | France                 | + 8 min 31 s           |
| 10e                    | Caja Rural-Seguros RGA | Espagne                | + 12 min 12 s          |

| Classement par équipes | Classement par équipes | Classement par équipes | Classement par équipes |
| Équipe                 | Équipe                 | Pays                   | Temps                  |
| ---------------------- | ---------------------- | ---------------------- | ---------------------- |
| 1re                    | Jumbo-Visma            | Pays-Bas               | 25 h 35 min 20 s       |
| 2e                     | UAE Team Emirates      | Émirats arabes unis    | + 5 s                  |
| 3e                     | Bora-Hansgrohe         | Allemagne              | + 32 s                 |
| 4e                     | Soudal Quick-Step      | Belgique               | + 1 min 21 s           |
| 5e                     | Ineos Grenadiers       | Royaume-Uni            | + 1 min 40 s           |
| 6e                     | Bahrain Victorious     | Bahreïn                | + 2 min 20 s           |
| 7e                     | EF Education-EasyPost  | États-Unis             | + 3 min 30 s           |
| 8e                     | Movistar Team          | Espagne                | + 3 min 32 s           |
| 9e                     | Arkéa-Samsic           | France                 | + 8 min 31 s           |
| 10e                    | Caja Rural-Seguros RGA | Espagne                | + 12 min 12 s          |

## Abandons
Aucun abandon.